# Comuna Sîvakivți, Lîpoveț
Sîvakivți (în ucraineană Сиваківці) este o comună în raionul Lîpoveț, regiunea Vinnița, Ucraina, formată din satele Sîvakivți (reședința) și Sobolivka.

## Demografie
Componența lingvistică a satului Sîvakivți
     Ucraineană (98,83%)
     Alte limbi (1,17%)
Conform recensământului din 2001, majoritatea populației satului Sîvakivți era vorbitoare de ucraineană (98,83%), existând în minoritate și vorbitori de alte limbi.